# Železniční trať Gabela–Zelenika
Železniční trať Gabela–Zelenika (srbochorvatsky Željeznička pruga Gabela–Zelenika/Жељезничка пруга Габела–Зеленика, někdy také nazývaná Dalmatská dráha) je bývalá úzkorozchodná železniční trať, která se nacházela na jihu Bosny a Hercegoviny, Chorvatska a Černé Hory. Na severu se napojovala na trať Sarajevo–Ploče a ve své střední části na trať Nikšić–Bileća. Trať vedla horským terénem; od samotného moře se mnohdy zvedala až do výšky několika set metrů. Nejvyšší nadmořské výšky pak dosahovala ve stanici Glavska (495 m n. m.) Její délka činila 155,5 km.

## Historie

### Rakousko-Uhersko

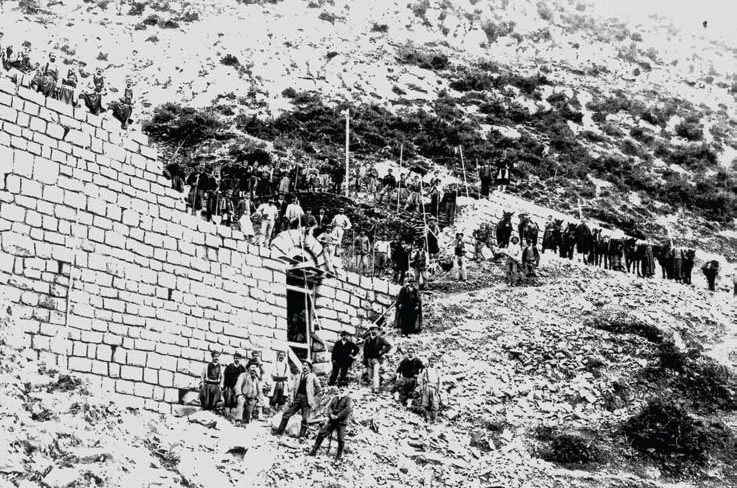
Výstavba trati.

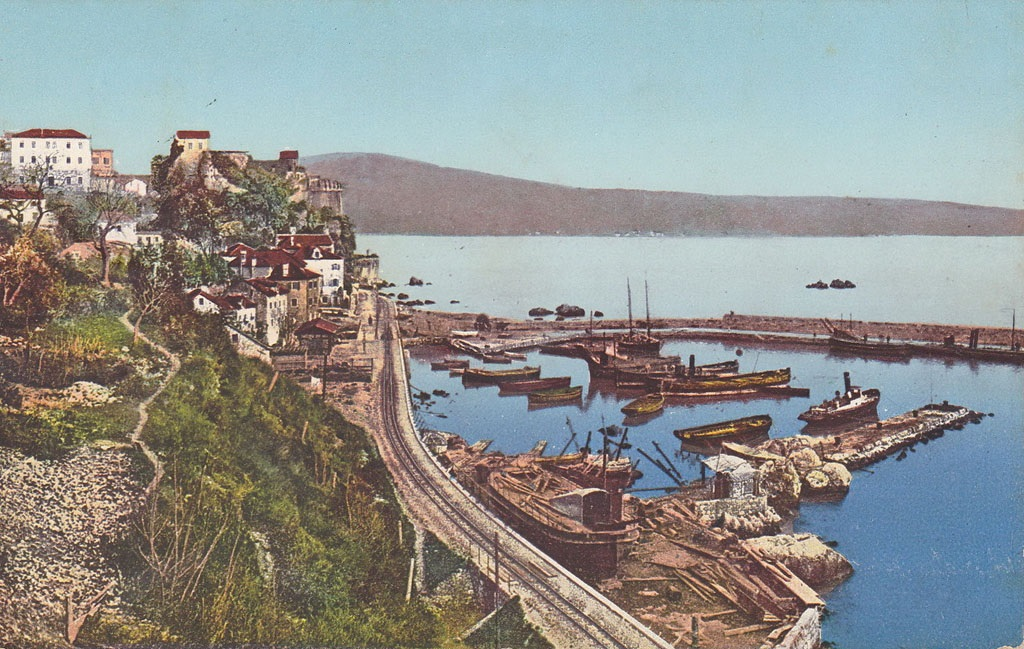
Trať podél přístavu v Hercegu Novim.

Trať byla budována poté, co Rakousko-Uhersko na Berlínském kongresu získalo do své správy Bosnu a Hercegovinu. Trať v horách nedaleko od pobřeží Jaderského moře vznikala poté, co představitelé města Dubrovníka žádali napojení na rakousko-uherskou železniční síť. Iniciativu města však vláda ve Vídni začala uskutečňovat až v roce 1889. Cílem bylo zajistit dopravní spojení přístavu v Metkovići nejen s Dubrovníkem, ale i námořní základny v Boce Kotorské.
Dne 7. července 1898 vydal císař František Josef I. nařízení, na základě něhož byla zajištěna půjčka ve výši 33,6 milionů tehdejších korun na výstavbu trati. 22 milionů mělo připadnout na úsek v jižní Hercegovině a 11,6 milionů na úsek v Dalmácii. Půjčka měla být splacena v roce 1958. Ze strategických důvodů bylo rozhodnuto, že trať musí vést v hercegovinském záhoří tak, aby ji nebylo možné obsadit útokem z moře. Díky tomu musela být budována v těžkém terénu, což značně zvyšovalo nejen náklady na její výstavbu, ale především i náročnost stavebních prací. Trať se tak stala jedním z nejnáročnějších inženýrských děl Rakousko-Uherska v době, kdy v Bosně a Hercegovině působilo. Do vyprahlé krajiny na jihu Chorvatska a BiH navíc bylo nezbytné přivést dělníky, zajistit jim základní infrastrukturu a také vybudovat zbrojnice v místech, kde se tehdejší rakousko-uherská správa obávala možných útoků ozbrojenců. 
V roce 1897 bylo provedeno zaměření celé trati. Výstavba pak byla zahájena roku 1898 v souvislosti s císařovým nařízením. Dělníky, kteří na trati pracovali, však ničila epidemie malárie, nedostatek vody pro stavební stroje, chladné zimy a obecně těžké klimatické podmínky na staveništi. V obci Hrasno byla z důvodu nedostatku vody pro lokomotivy vybudována nádrž o objemu 7000 m3 na dešťovou vodu, která ve své době byla největší nádrží z armovaného betonu na Balkáně. Trať byla budována navíc především z důvodů vojenských a bezpečnostních, nikoliv ekonomických; kvůli horskému terénu musela být vedena dlouhými nepraktickými objížďkami. Zatímco jsou města Dubrovník a Cavtat od sebe vzdálena pouhých 17 km jízdy po silnici, vlak musel po nové trati ujet 48,5 km. 
Dne 16. července 1901 byla trať slavnostně otevřena za přítomnosti vysokých politických představitelů Předlitavska i Zalitavska. Přítomni byli i místní politici ze Sarajeva. Trať umožnila hluboce zaostalé jižní Hercegovině hospodářský rozvoj a stala se největší investicí, která zde byla v tamních dějinách zrealizována. Provoz byl na trati zpočátku jen velmi malý, nicméně postupem času docházelo k jeho nárůstu. Za první 4 roky existence trati bylo převezeno 126 tisíc cestujících a 28 milionů tun nákladu. Přístav Gruž, který byl touto tratí napojen na rakousko-uherskou železniční síť, se díky tomu stal druhým co do výměny zboží na rakouském pobřeží. 

### Jugoslávie

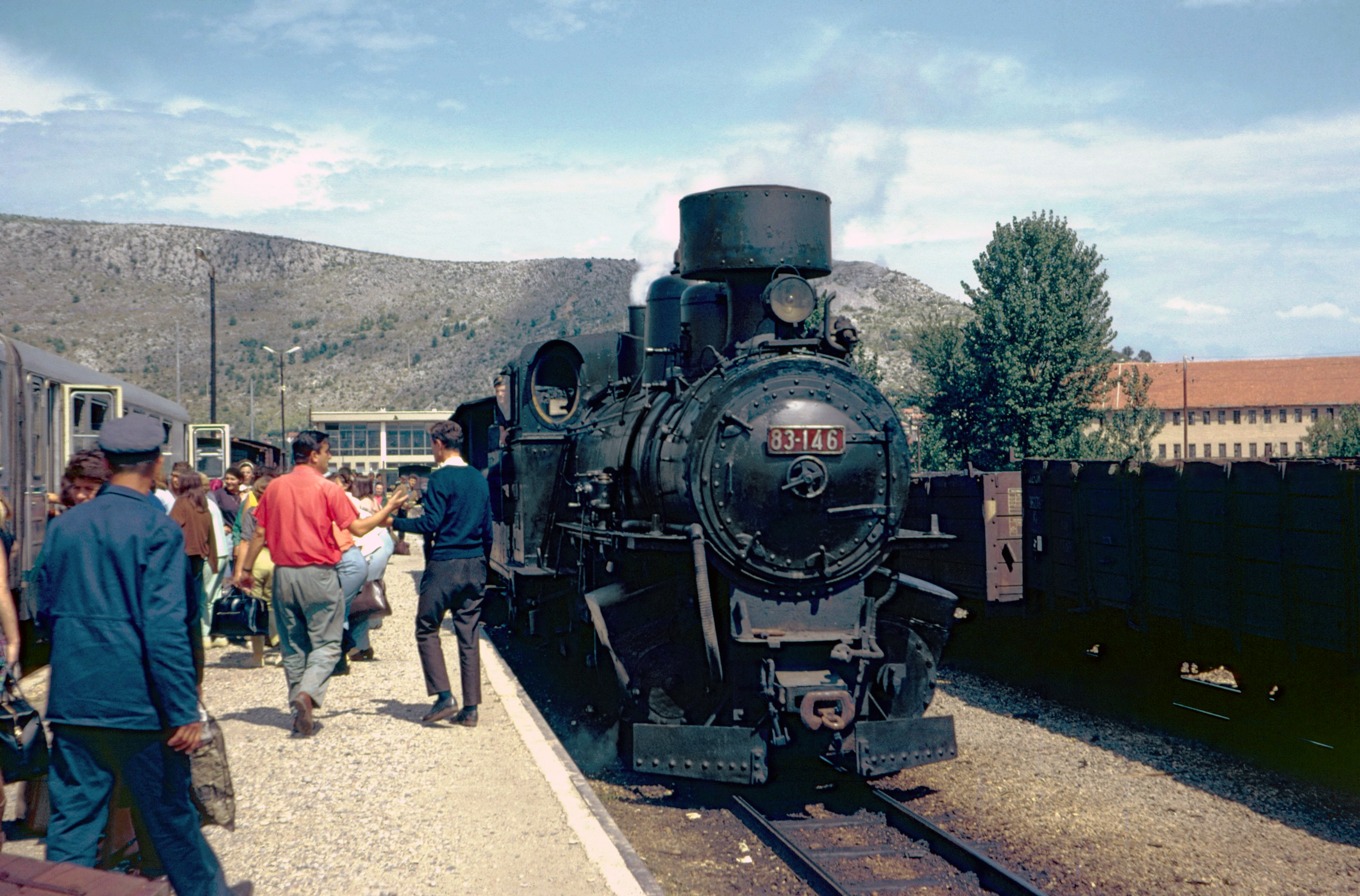
Úzkorozchodná parní lokomotiva v roce 1968 na nádraží v Čapljině.

Během existence Jugoslávského království byla původní trať i nadále úspěšně provozována. Roku 1931 z ní byla vybudována nová odbočka do Bileći a později do Nikšiće. Zamýšlené prodloužení tratě dále po Boce Kotorské nebylo nikdy realizováno. Po druhé světové válce se provoz trati ukazoval být stále ztrátovější, především díky velkému rozvoji silniční dopravy a skutečnosti, že cestovní rychlost a vzdálenosti na hercegovinské trati nebyly konkurenceschopné s autobusovou dopravou. Od roku 1966 museli cestující do Dubrovníka a Herceg Nového přestupovat v Čapljině, neboť byla tamní trať převedena na rozchod 1435 mm, což neumožňovala vlakům z Dubrovníka jezdit dále. Vzhledem k tomu, že trať do Boky Kotorské nebyla rentabilní a za její přežití byly nezbytné subvence republikových vlád BiH, Chorvatska a Černé Hory, ukázala se šance jejího zachování jako malá. Černohorská města požadovala likvidaci trati kvůli potřebám rozvoje turistiky a lepší přístupnosti mořského pobřeží. Nejprve byl přerušen provoz nákladní dopravy, poté až osobní. Poslední pravidelný vlak po trati projel 30. června 1968; poslední vlak vůbec po trati potom jel 30. května 1976. 
Zrušení trati mělo katastrofální ekonomické důsledky pro obce, které se podél ní nacházely. Pro mnohé to bylo jedno z velmi mála spojení se zbytkem tehdejší Jugoslávie. Špatná ekonomická situace (v celé Jugoslávii od 70. let) a zhoršená dopravní obslužnost vedly k uzavírání podniků a zvýšení míry vystěhovalectví. Některé tunely a mosty trati zůstaly zachovány a upraveny pro silniční dopravu.
V roce 2014 se uvažovalo o možnosti obnovy trati za pomoci zahraničního investora.

## Stanice

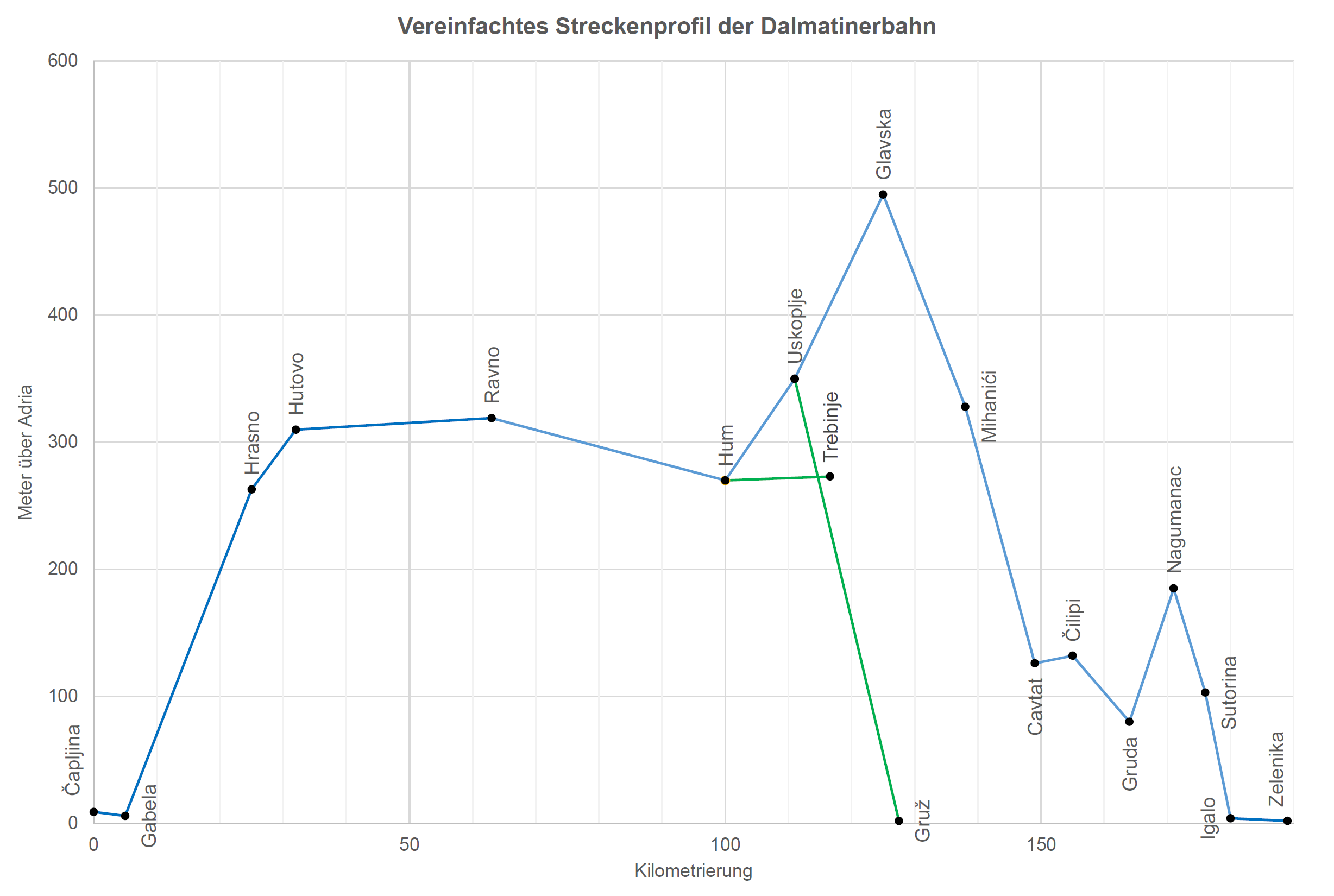
Výškový profil trati.

- Gabela
- Metković
- Krupa
- Sjekose
- Hrasno
- Hutovo
- Zelenikovac
- Turkovići
- Trnčina
- Velja Međa
- Dvrsnica
- Ravno
- Čvaljina
- Zavala
- Grmljani
- Poljice
- Diklići
- Gojšina
- Jasenica Lug
- Đedići
- Hum
- Zaplanik
- Uskoplje
- Gruž/Dubrovník
- Ivanica
- Zagradinje
- Glavska
- Vojski Dol
- Mihanići
- Cavtat
- Čilipi
- Komaji
- Gruda
- Pločice
- Nagumanac
- Sutorina
- Igalo
- Herceg Novi
- Savina
- Zelenika